# Altagène
Altagène (korsisch Altaghjè; italienisch Altagene) ist eine Gemeinde im französischen Département Corse-du-Sud auf der Mittelmeerinsel Korsika. Sie gehört zum Kanton Sartenais-Valinco im Arrondissement Sartène. Das Siedlungsgebiet liegt auf 600 Metern über dem Meeresspiegel. Die Bewohner nennen sich Altagénais. Nachbargemeinden sind Zoza im Norden, Levie im Osten, Mela im Südosten, Sainte-Lucie-de-Tallano im Süden, Loreto-di-Tallano im Westen und Cargiaca im Nordwesten.

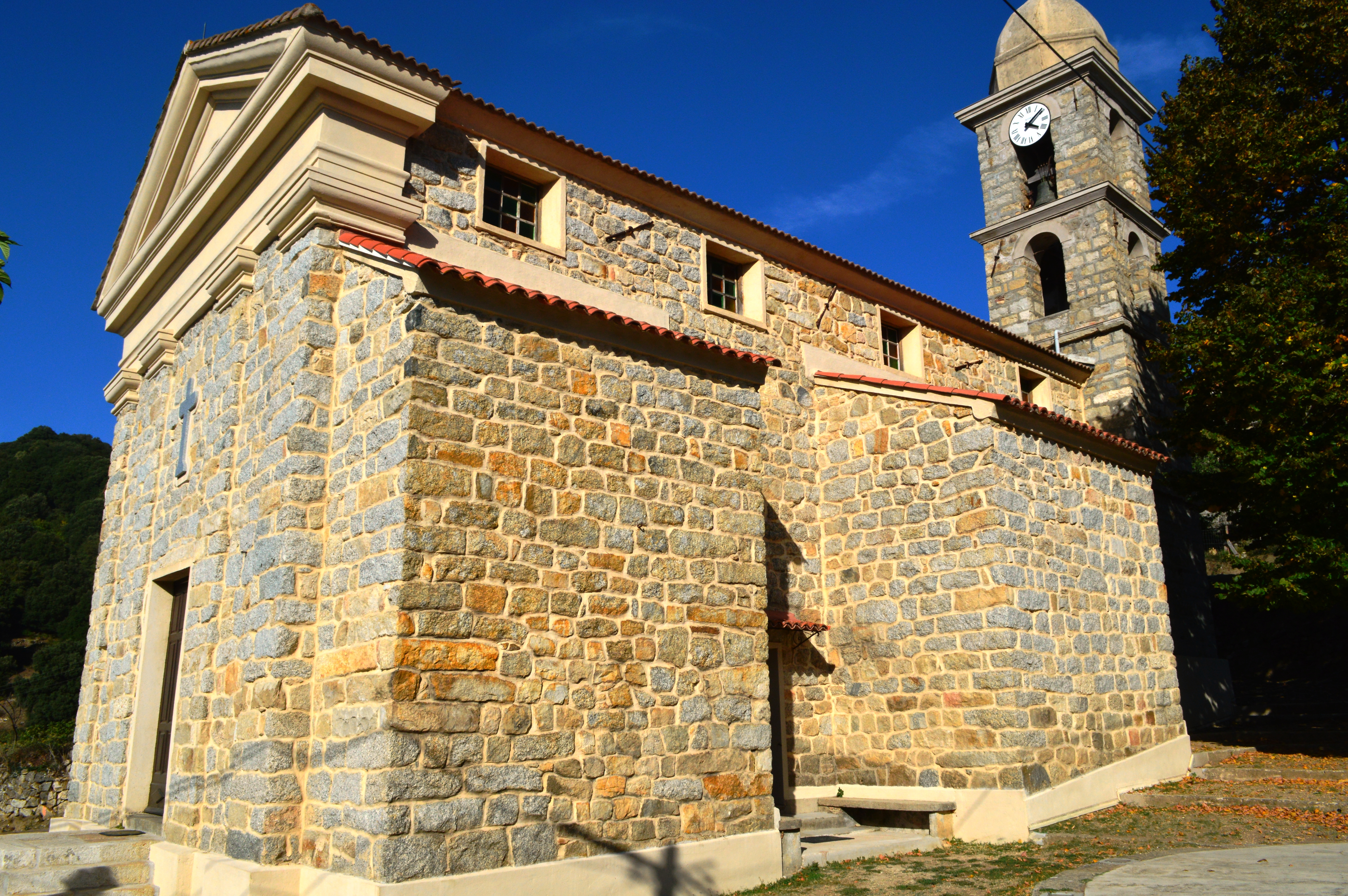
Kirche San-Pantaleone

## Bevölkerungsentwicklung
| Jahr      | 1962 | 1968 | 1975 | 1982 | 1990 | 1999 | 2008 | 2012 |
| --------- | ---- | ---- | ---- | ---- | ---- | ---- | ---- | ---- |
| Einwohner | 80   | 63   | 56   | 45   | 30   | 41   | 51   | 48   |